# Opel Karl
Opel Karl (правильное написание Opel KARL) — городской хетчбэк немецкой компании Opel, заменивший в модельном ряду модель Agila. Назван в честь старшего сына Адама Опеля — Карла (второй автомобиль Opel, названный в честь человека. Первая модель — Opel Adam). Продажи автомобиля стартовали летом 2015 года.
В Великобритании носит имя Vauxhall Viva.
Автомобиль построен в Южной Корее на заводе GM Korea. Построен на платформе GM вместе с Chevrolet Spark.

## Двигатель
Расход топлива достигает 4,3 л / 100 км (66 миль на галлон-IMP). Сам 3-цилиндровый двигатель 1,0 л имеет объём 999 см³. Мощность достигает 55 кВт (75 л. с.). Также имеется система непосредственного впрыска. Этот-же двигатель доступен на моделях Corsa и Adam.

## Оснащение
В стандартную комплектацию входит: ABS с EBD, ESP с противобуксовочной системой, электронный помощник при трогании на подъёме. За доплату автомобиль можно оснастить системами контроля полосы движения и помощи при парковке, круиз-контролем, противотуманными фарами с функцией освещения поворотов, панорамной крышей, кожаным рулем с подогревом, мультимедийной системой IntelliLink, при помощи которой управлять смартфоном на платформах iOS и Android можно прямо с ЖК-дисплея на передней панели.

## Безопасность
Пройдя тест EuroNCAP Karl набрал типичные для городских автомобилей 4 звезды.
| Euro NCAP                                                              | Euro NCAP | Euro NCAP | Euro NCAP             |
| ---------------------------------------------------------------------- | --------- | --------- | --------------------- |
| · общий рейтинг                                                        |           |           |                       |
| 74%                                                                    | 72%       | 68%       | 64%                   |
| взрослый пассажир                                                      | ребёнок   | пешеход   | активная безопасность |
| Протестированная модель: Opel Karl/Vauxhall Viva 1.0 Enjoy, LHD (2015) |           |           |                       |

## Галерея

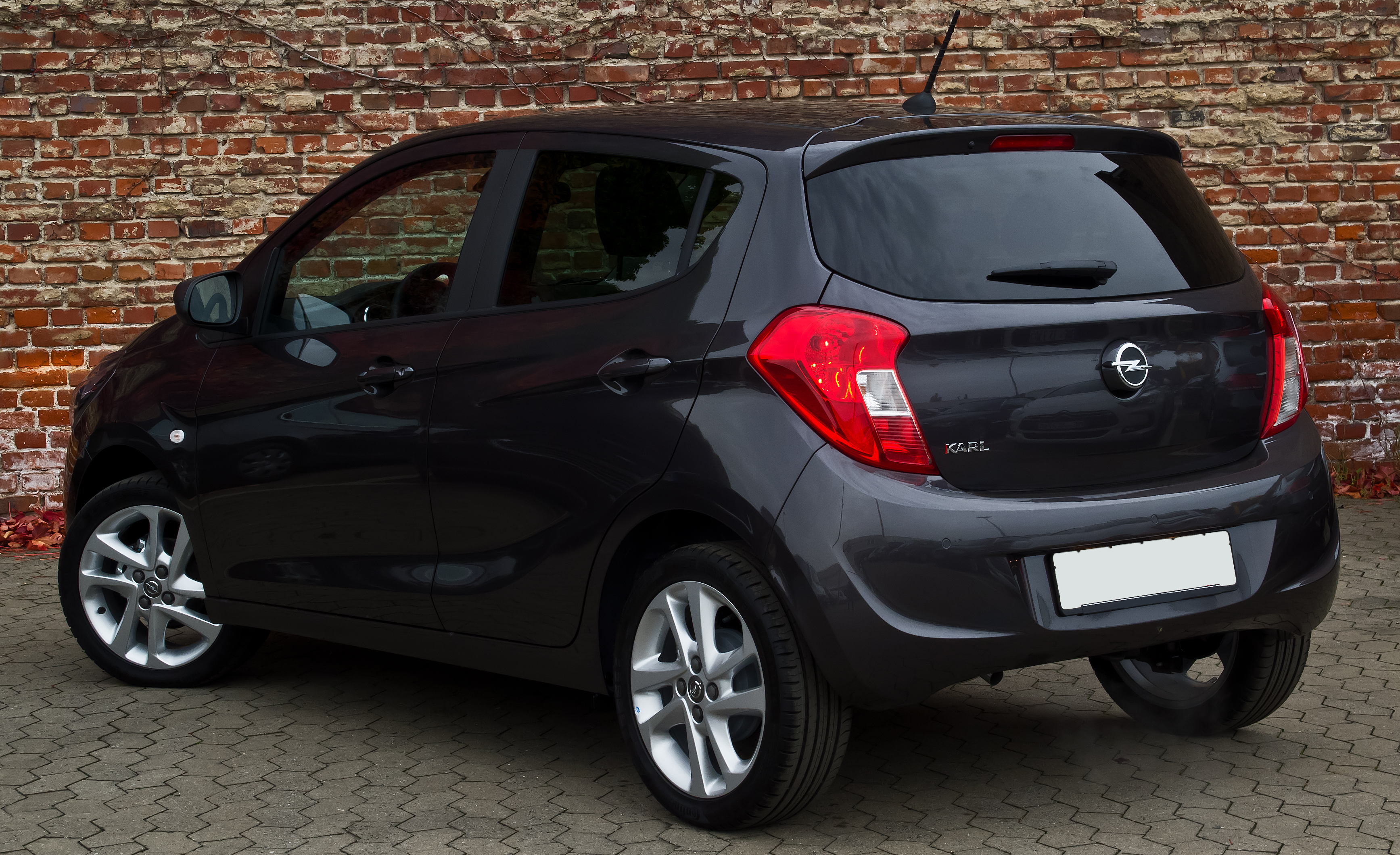
Вид сзади
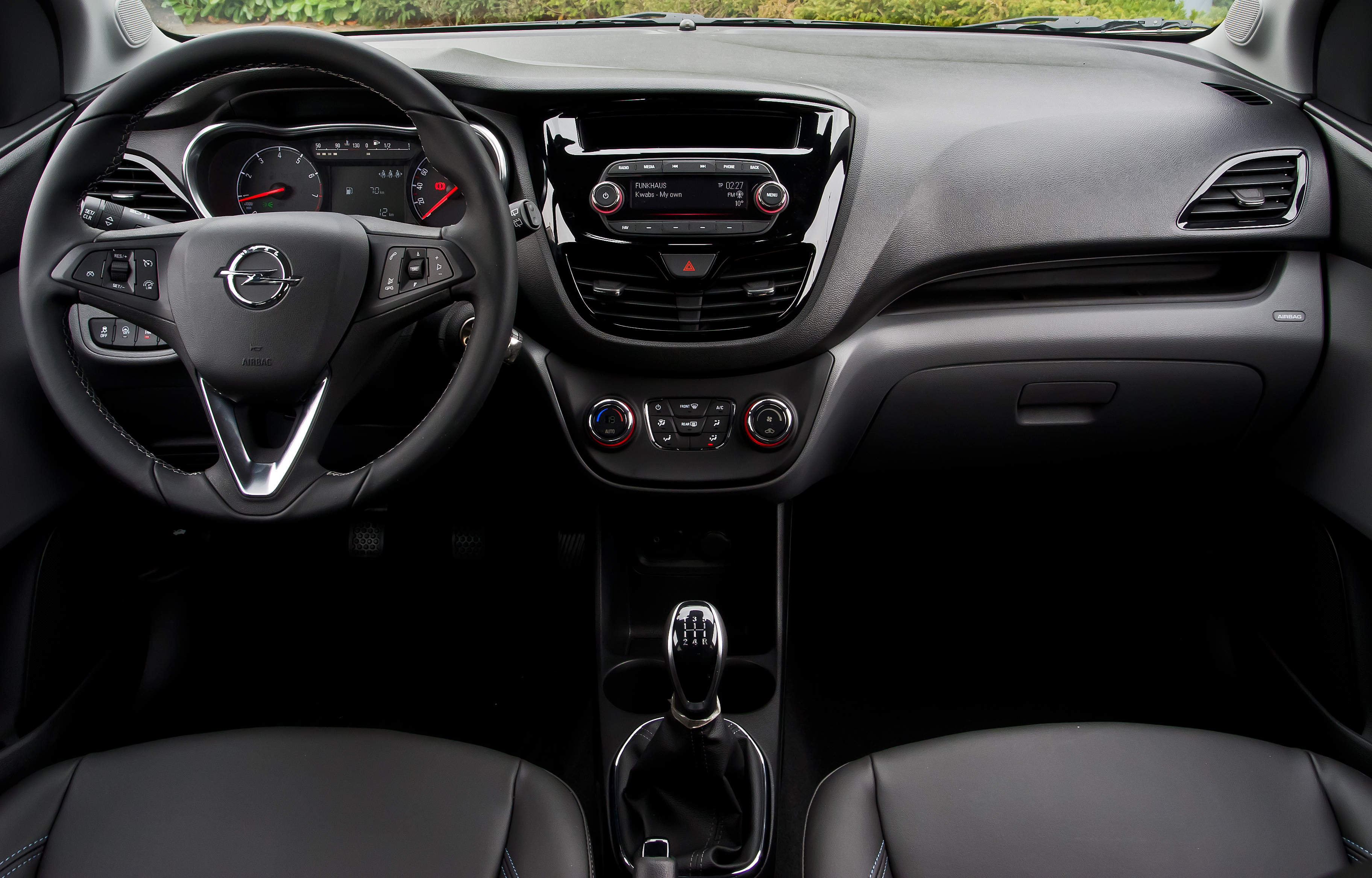
Интерьер
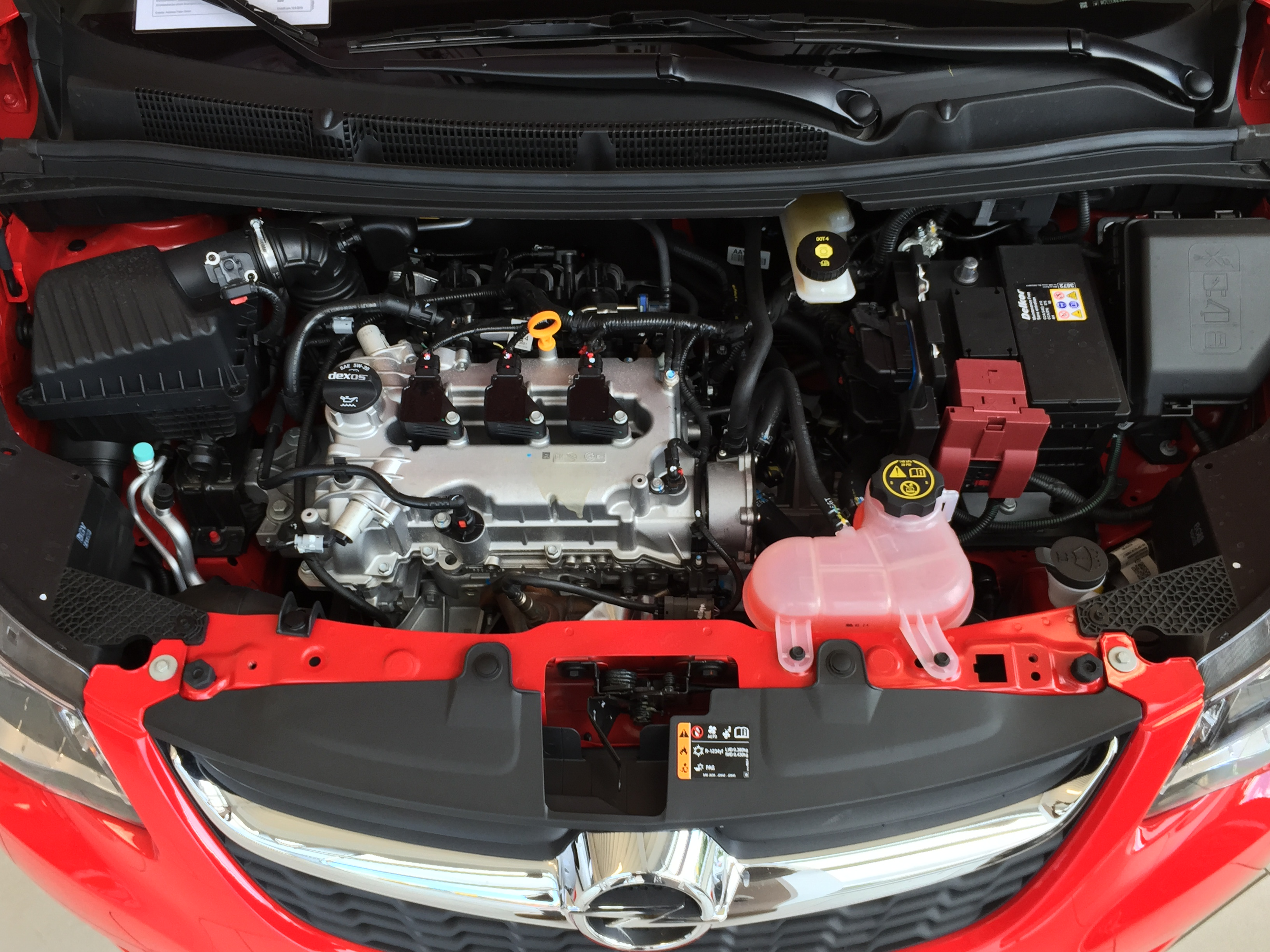
Двигатель
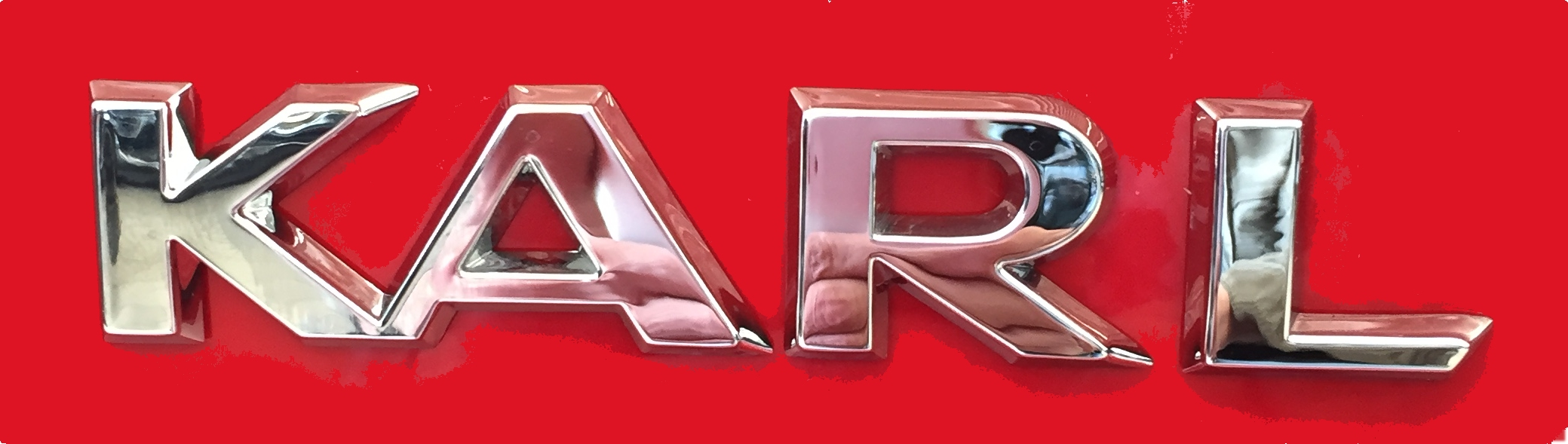
Надпись «KARL» на крышке багажника